# Exorista fraterna
Exorista fraterna är en tvåvingeart som beskrevs av Macquart 1850. Exorista fraterna ingår i släktet Exorista och familjen parasitflugor.
Artens utbredningsområde är Belgien. Inga underarter finns listade i Catalogue of Life.